# Virgin Media
Virgin Media plc — британська компанія, яка надає послуги мережевого та мобільного зв'язку, телебачення і широкосмугового доступу в Інтернет для підприємств та споживачів на території Великої Британії.